# Voce Angeli
Voce Angeli – chór mieszany czterogłosowy założony w 1999 roku przez Piotra Pałkę, jednego z dyrygentów Scholi Papieskiej śpiewającej podczas wizyty Jana Pawła II na krakowskich Błoniach.
Działa od początku swego istnienia przy bazylice Franciszkanów w Krakowie.
Nazwa Voce Angeli [czyt. woce angeli] pochodzi z łaciny i oznacza „Głosem Anioła”.
Chór w swoim repertuarze – głównie a cappella – posiada opracowania muzyki sakralnej oraz świeckiej, pochodzące z różnych epok.
Autorem znacznej części kompozycji jest sam dyrygent – Piotr Pałka.
Chór Voce Angeli w swoim dorobku artystycznym w stosunkowo niedługim czasie zarejestrował kilka nagrań, wydając samodzielne płyty. Kilka utworów śpiewanych przez Voce Angeli znalazło się także w wydaniach zbiorowych różnych artystów.

## Ważniejsze wydarzenia z historii chóru w poszczególnych latach
- 1999 – założenie, udział w mszy na Błoniach w Krakowie podczas pielgrzymki Papieża, pierwszy samodzielny występ i rejestracja w wersji live Mszy św. podczas Krakowskich Zaduszków Jazzowych,
- 2000 – nagranie płyty studyjnej Tradycyjne kolędy polskie,
- 2002 – nagranie części słuchowiska radiowego „Krótka i prawdziwa historia o Każdym”, które zdobyło Grand Prix na VI Międzynarodowym Festiwalu Twórczości Radiowej Prix Marulić na chorwackiej wyspie Hvar,
- 2004 – udział w premierze (09.06.) i następnym wykonaniu musicalu Zazdrosna miłość w Starym Teatrze oraz Teatrze im. Juliusza Słowackiego w Krakowie,
- 2005 – 15 października: premiera Tryptyku rzymskiego Jana Pawła II w muzycznej interpretacji Piotra Pałki
- 2006 – 27 maja: oprawa muzyczna w ramach Scholi Papieskiej na krakowskich Błoniach podczas Ogólnopolskiego Spotkania Młodych z papieżem Benedyktem XVI; później, w tym samym roku, 22.X. Rzym, audytorium Palazzo Pio – udział w międzynarodowym koncercie z okazji 25-lecia Fundacji im. Jana Pawła II.
- 2010 – 22 maja: premiera Oratorium Braniewskiego „Mikołaj Kopernik”
- 2012 – 10 listopada : premiera Oratorium „Bóg ponad wszystko” (o bł. Bronisławie Markiewiczu) w Warszawie.
- 2014 – 25 marca : premiera utworu ekspiacyjnego: „Miłość ponad wszystko"